# Josef Dobeš (hospodář)
Josef Dobeš (3. března 1830 Březové Hory u Příbrami – 23. října 1890 Tábor) byl český hospodář a správce, ředitel panství, pedagog, veřejný a spolkový činitel, a finančník. Roku 1864 se stal spoluzakladatelem a prvním předsedou Záložny opatovické ve Velkých Opatovicích nedaleko Boskovic, první družstevní záložny v českých zemích založenou na vesnici. Výrazně se tak zasloužil o rozvoj českého bankovnictví.

## Život
Narodil se v Březových Horách nedaleko Příbrami do české rodiny řídícího učitele. Absolvoval reálku v Příbrami a poté začal studovat pražskou polytechtiku. Jako student se v roce 1848 zúčastnil revolučního dění v Praze, které vyvrcholilo tzv. Pražským červnovým povstáním. Aby nebyl stíhán pro svou protistátní činnost, odešel na několik let do zahraničí a vrátil se až po amnestii okolo roku 1852. Zpočátku po návratu působil jako pedagog přírodních věd. Roku 1858 získal místo správce velkostatku Libochovice v majetku rodu Herbersteinů. V roce 1860 se potom stal správcem panství Velké Opatovice.
Spolu s dalšími opatovickými sousedy byl inspirován činností v Olomouci působícího Jana Rudolfa Demela, který se zasazoval o zakládání družstevních rolnických družstevních podniků. Roku 1861 pak došlo ke vzniku Záložny přerovské v Přerově, založené Františkem Kramářem a Cyrilem Vítězem, první občanské záložny na Moravě. V dalších letech pak počet nově založených městských záložen rostl.
K založení Záložny opatovické, první živnostenské záložny na vesnici v českých zemích, pak došlo na jaře roku 1864. Dobeš se stal prvním ředitelem ústavu, jako další dva hlavní zakladatelé jsou uváděni mlynář Jan Lacina a Jan Šeránek. Krátce po vzniku opatovické záložny vzniklo pak na Moravě více takovýchto venkovských peněžních ústavů, některé ještě téhož roku. Roku 1868 byla potom založena rolnická záložna v Dubanech u Prostějova, vůbec první rolnická záložna v českých zemích.
Posléze pak působil na hospodářské škole v Novém Jičíně. Od roku 1869 pak vyučoval na hospodářské škole v Táboře, kam se přestěhoval.
Josef Dobeš zemřel 23. října 1890 v Táboře, ve věku 60 let. Pohřben byl na zdejším hřbitově u sv. Jakuba.